# Perzonal War
Perzonal War ist eine deutsche Thrash-Metal-Band aus Troisdorf, die im Jahr 1996 unter dem Namen Personal War gegründet wurde.

## Geschichte
Die Band wurde im Jahr 1996 unter dem Namen Personal War von Sänger und Gitarrist Matthias Zimmer und Schlagzeuger Martin Buchwalter gegründet. Zusammen nahmen sie ein erstes Demo auf. Kurze Zeit später kamen Martins Bruder Frank (Bass) und Gitarrist Sascha Kerschgens zur Band. Nachdem ein zweites Demo aufgenommen worden war, erschien die Band auf dem Sampler Unerhört des Rock Hard. Dadurch erreichte die Gruppe im Jahr 1997 einen Vertrag bei Gernhart Records. Danach nahmen sie ihr Debütalbum auf und veröffentlichten es Anfang 1998 unter dem Namen The Inside.
Im Laufe der nächsten zwei Jahre wechselte die Band ihr Label und unterschrieb einen Vertrag bei B. Mind Records und veröffentlichte im Mai 2000 Newtimechaos. Im Juli 2002 nahm die Band, nun unter dem Namen Perzonal War, für AFM Records ihr nächstes Album auf, das den Namen Different But the Same trug. Auf dem Album waren auch einige Soli von Rage-Gitarrist Victor Smolski zu hören. Danach folgten Auftritte als Vorband für Rage und Nevermore. Anfang 2003 verließ dann Bassist Frank Buchwalter die Gruppe. Im Juni desselben Jahres begab sich die Band erneut ins Studio, um das Album Faces aufzunehmen, wobei nun Sven Krautkrämer den Posten des Bassisten besetzte. Nach der Veröffentlichung folgte eine Tour mit Blaze und Circle II Circle. Im Herbst schlossen sich einige Akustik-Shows an. Danach spielten sie Auftritte mit Metal Church, Overkill und Symphorce.
Mitte November 2005 erschien mit When Times Turn Red das nächste Album. Nach der Veröffentlichung folgte eine Tour durch Europa mit Destruction, Candlemass und Deathchain. Mitte Oktober 2006 spielte die Band ein Konzert in Bonn zusammen unter anderem mit Delirious zur Feier ihres zehnjährigen Bestehens. Dies sollte zugleich der letzte Auftritt mit Bassist Sven Krautkrämer sein, welcher die Band Ende des Jahres verließ. Im April 2008 stieg Gitarrist Sascha Kerschgens ebenfalls bei der Band aus, jedoch war zu diesem Zeitpunkt das Album Bloodline bereits aufgenommen. Als Gastmusiker waren darauf Marcel „Schmier“ Schirmer von Destruction und Gus Chambers (Ex-Grip Inc., Squealer A.D.) zu hören. Der Posten des Bassisten war seit Ende 2007 von Björn Kluth (News at Six) besetzt worden. Kurz vor der Veröffentlichung kam Gitarrist Daniel Düring zur Band, der jedoch auf Bloodline nicht mehr zu hören war.

## Stil

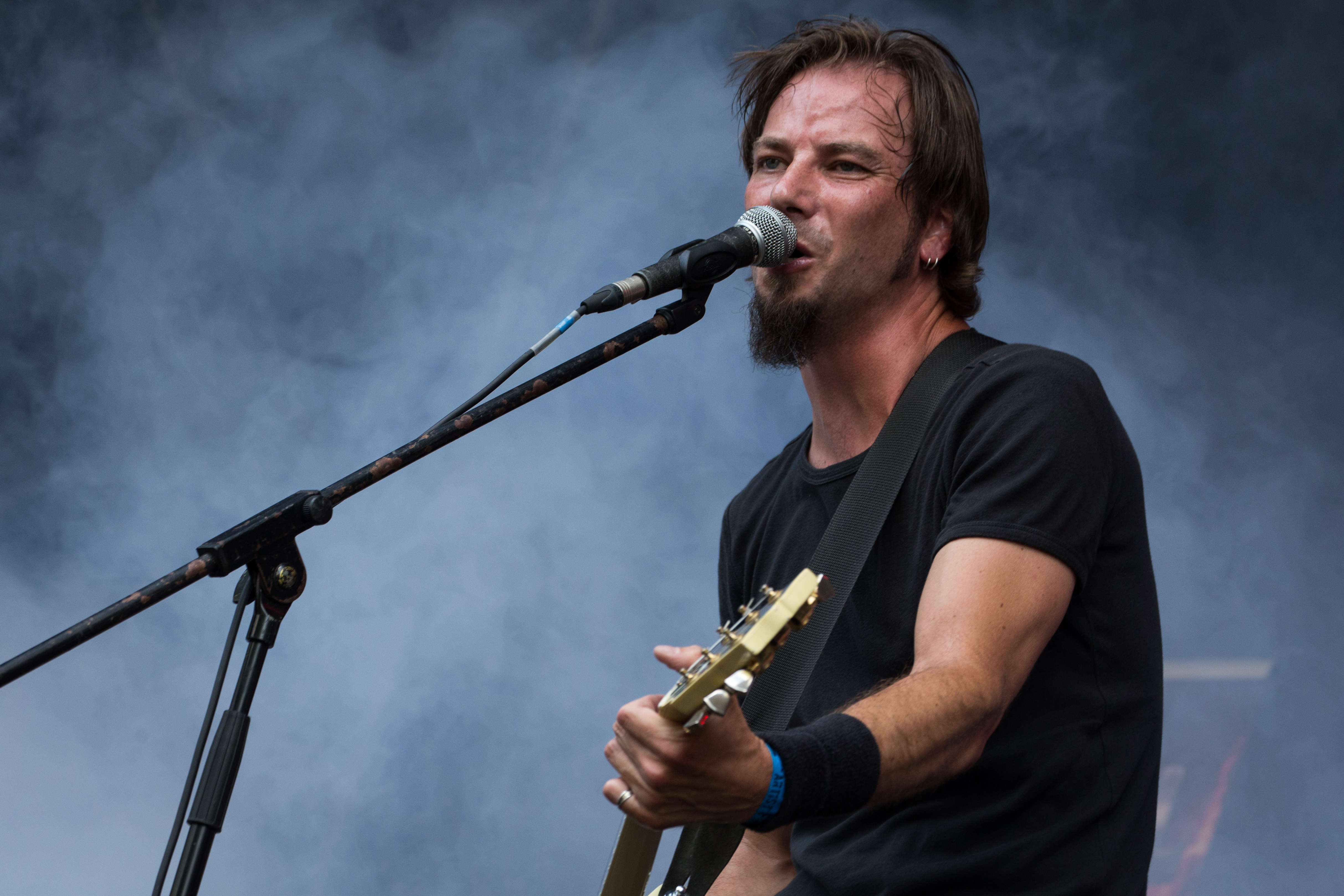
Matthias Zimmer beim Turock Open Air 2015

Die Band spielt klassischen Thrash Metal, der oft mit der Musik von Metallica verglichen wird. Der Gesang variiert von rauem bis zu klarem Gesang.

## Diskografie

### Als Personal War
- Demo '96 (Demo, 1996, Eigenveröffentlichung)
- Personal War (Demo, 1998, Eigenveröffentlichung)
- The Inside (Album, 1998, Gernhart Records)
- Newtimechaos (Album, 2000, B. Mind Records)

### Als Perzonal War
- Different But the Same (Album, 2002, AFM Records)
- Faces (Album, 2004, AFM Records)
- When Times Turn Red (Album, 2005, AFM Records)
- Bloodline (Album, 2008, AFM Records)
- Captive Breeding (Album, 2012, Metalville Records)
- The Last Sunset (Album, 2015, Metalville Records)
- Inside The New Time Chaoz (Album, 2016, Metalville Records)